# NGC 2063
NGC 2063 ist ein Asterismus im Sternbild Orion.
Das Objekt wurde am 26. Dezember 1783 vom britischen Astronomen John Herschel entdeckt.